# Специальный африканский трибунал
Специальный африканский трибунал — трибунал по делам относительно международных преступлений, совершённых в Чаде с 7 июня 1982 по 1 декабря 1990 года — в период нахождения на посту президента Хиссена Хабре. Суд признал Хабре виновным в преступлениях против человечности и приговорил его к пожизненному заключению.

## Трибунал
Трибунал был сформирован на основании договора 2012 года между Африканским Союзом и Сенегалом и действует в системе сенегальского судопроизводства с 8 февраля 2013 года. Расположен в Дакаре (Сенегал). Администратор трибунала — Сире Али Ба.

## Процесс
Процесс над бывшим чадским президентом Хиссеном Хабре начался 20 июля 2015 года и длился 56 дней. Были выслушаны 93 свидетеля. На заседаниях трибунала присутствовали родственники погибших во время правления Хабре в 1982—1990 годах.
Специальный африканский трибунал признал Хиссена Хабре виновным в преступлениях против человечности, пытках и сексуальном рабстве и приговорил его к пожизненному заключению. Судья Гбердао Гюстав Кам зачитал приговор в зале № 04 Дакарского дворца судопроизводства имени Лата Диора 30 мая 2016 года. Это был первый судебный процесс в Африке, в котором одна страна судила бывшего лидера другой за преступления против человечности.